# 亦難赤必勒格汗
亦難赤·必勒格·卜古汗（？—1198或1202年），11世紀乃蠻部可汗，他由1143年統治乃蠻至1198年，根據俄國人古米廖夫的說法，他有一基督教名約翰。

## 執政
亦難赤生於古出兀惕（Güčügüt）氏族，他曾與兄長納兒黑失征服葉尼塞吉爾吉斯人，在他死後也繼承汗位。他在西遼菊兒汗耶律大石1143年去世後使乃蠻脫離西遼，也曾支持克烈部長王汗的兄弟也力可哈刺在1174年反對他。
他死後乃蠻由兩兄弟塔陽汗和不欲魯黑汗分治，他的妻子古兒別速後被塔陽汗收繼為新可敦。
史书记载，大定年间粘拔恩君长撒里雅、寅特斯向金朝称臣，上缴西辽颁发的牌印，学者巴哈提推断「寅特斯」即亦難赤，而「撒里雅」可能为其兄納兒黑失的本名，「納兒黑失·太阳」为金人给撒里雅的封号，「太阳」即大王的音转。

## 個性
根據《蒙古秘史》說法，他是乃蠻部中最勇敢和榮譽之人。